# Rhynchosia senna
Rhynchosia senna är en ärtväxtart som beskrevs av William Jackson Hooker. Rhynchosia senna ingår i släktet Rhynchosia och familjen ärtväxter. IUCN kategoriserar arten globalt som livskraftig.

## Underarter
Arten delas in i följande underarter:
- R. s. angustifolia
- R. s. azuaensis
- R. s. senna